# لزلی مینتر
لزلی مینتر (انگلیسی: Leslie Minter; ۱۸۹۰ - درگذشته نامشخص) بازیکن فوتبال اهل بریتانیا بود.
از باشگاه‌هایی که در آن بازی کرده‌است می‌توان به باشگاه فوتبال ناپولی اشاره کرد.